# Claus Flygare
Claus Flygare (* 20. August 1945) ist ein dänischer Schauspieler, Drehbuchautor, Songschreiber und Theaterregisseur. 

## Werdegang
In den 1970er-Jahren schrieb Claus Flygare linksgerichtete Texte als Songschreiber für die dänische Band Sanne und für die Rebecca Brüels rockgruppe Jomfru Ane Band. Von 1974 bis 1981 war er als Dramatiker und Schauspieler am Jomfru Ane Teatret in Aalborg tätig und setzte 1982 seine Karriere am Odense Teater fort. 1983 war er einer der Mitbegründer des Mammutteatret (Mamutheater) in Kopenhagen. Zudem war für das TV-Satireprogramm bei Danmarks Radio als Drehbuchautor tätig. 2008 erhielt er den Reumert Preis (Reumertprisen), zusammen mit Kari Vido und Lars Kjeldgaard vom Mammuttheater und der Fobi-Schule (Fobiskolen) in Kopenhagen, als bester Theater-Dramatiker.
Er ist seit 1981 mit der Schauspielerin Tina Gylling Mortensen verheiratet.

## Filmografie

### Darsteller
- 1975: Final Shot (Et skud fra hjertet)
- 1989: Isolde
- 1990: Dagens Donna (Romanze)
- 1991: Europa (Kriegsdrama)
- 1993: Det forsømte forår
- 1996: Ein Tag im Mai
- 1997: Hospital der Geister, (Geister II)
- 1998: Angel of the Night (Nattens engel)
- 1999: Bleeder
- 1999–2000: Die Olsenbande Junior und ihr erster Coup (Olsenbandens første kup, dänische Weihnachtsserie)
- 2001: Kat - Eine Katze hat neun Leben. Du hast nur eins
- 2001: Anja og Viktor
- 2004: Der Adler – Die Spur des Verbrechens (Ørnen: En krimi-odyssé, Fernsehserie)
- 2005: Fluerne på væggen
- 2006: Nach der Hochzeit (Efter brylluppet)
- 2006: Rene hjerter
- 2006: Anna Pihl – Auf Streife in Kopenhagen (Anna Pihl, Fernsehserie)
- 2009: Bruderschaft (Broderskab)
- 2011: Anstalten
- 2011: Comeback (Drama)
- 2014: 1864 – Liebe und Verrat in Zeiten des Krieges (1864, Fernsehserie)
- 2018: Happy Ending – 70 ist das neue 70 (Happy Ending)

### Drehbuchautor
- 1983: Café – en time (Fernsehserie)
- 1990: Den go'e, den onde og den virk'li sjove
- 1992: Byen ved hængebroen
- 1992: Templet i haven
- 1992: Pigen i bjergene
- 1993: Satirica (Fernsehserie)

### Filmmusik
- 1984: Café - en time

## Songschreiber
- Krisens Dance Macabre
- Håbets Gård
- Rebild 76
- Frygtens Fugl
- Normalrock
- Den Stumme Lakaj
- Balladen om A-kraft
- Propaganda Maskinen
- Ekspertrag
- Reaktionen Marcherer
- Bos Drømmesang